# Lumie di Sicilia (novella)
Lumìe di Sicilia è una novella di Luigi Pirandello. Lo scrittore ne ricavò poi l'omonimo lavoro teatrale.

## Trama
Avendo scoperto il talento canoro della fidanzata Teresina, il giovane siciliano Micuccio Bonavino con tanti sacrifici riesce a procurarsi i soldi grazie ai quali la ragazza potrà studiare canto a Napoli. Teresina diventa una cantante di successo, ma il suo rapporto con Micuccio finisce per risentirne.

## Edizioni
- Luigi Pirandello, Novelle per un anno, Prefazione di Corrado Alvaro, Mondadori 1956-1987, 2 volumi. 0001690-7
- Luigi Pirandello, Novelle per un anno, a cura di Mario Costanzo, Prefazione di Giovanni Macchia, I Meridiani, 2 volumi, Arnoldo Mondadori, Milano 1987 EAN: 9788804211921
- Luigi Pirandello, Tutte le novelle, a cura di Lucio Lugnani, Classici Moderni BUR, Milano 2007, 3 volumi.
- Luigi Pirandello, Novelle per un anno, a cura di S. Campailla, Newton Compton, Grandi tascabili economici.I mammut, Roma 2011 Isbn 9788854136601
- Luigi Pirandello, Novelle per un anno, a cura di Pietro Gibellini, Giunti, Firenze 1994, voll. 3.